# Étable à Bačko Dušanovo
L'étable à Bačko Dušanovo (en serbe cyrillique : Штала у Бачком Душанову ; en serbe latin : Štala u Bačkom Dušanovu) est située à Bačko Dušanovo, dans la province de Voïvodine, sur le territoire de la ville de Subotica et dans le district de Bačka septentrionale, en Serbie. Elle est inscrite sur la liste des monuments culturels protégés de la république de Serbie (identifiant no SK 1848).

## Présentation
L'étable a été conçue au tournant des XIXe et XXe siècles par l'architecte Gyula Váci de Subotica. Le concepteur et le propriétaire ont choisi pour ce bâtiment la variante la plus moderne et la plus rationnelle de l'époque. Váci a conçu l'ensemble dans un style éclectique sans jamais oublier cette exigence de fonctionnalité.
Le bâtiment est orienté est-ouest. Les façades sont dotées de pilastres, de six paires de fenêtres surbaissées, de cinq portes doubles sculptées, d'une avancée et d'une entrée qui conduit au grenier ; l'ensemble forme une unité asymétrique. Les ouvertures circulaires de la façade et les ouvertures de ventilation du toit font partie intégrante de cette façade.
Le bâtiment avait plusieurs fonctions : la partie principale servait pour le bétail et une partie moindre servait à l'hébergement des chevaux, tandis que le grenier était destiné à abriter les grains.